# Собор святого Володимира Великого (Париж)
Собор святого Володимира Великого в Парижі — катедральний собор Єпархії Святого Володимира Великого УГКЦ у Парижі. Розміщений в каплиці колишнього госпіталю «Шаріте» на бульварі Сен-Жермен. Настоятелем собору є священник Ігор Ранця.

## Історія
На місці сучасного собору святого Володимира в ХІІІ столітті було зведено церкву святого Петра, яку було зруйновано у XVII столітті. У 1613 році королева Франції Марія Медичі заклала перший камінь нової церкви, яка по закінченню будівництва була передана Братам святого Івана Божого, чернечому ордену, що опікується хворими. З часом, поряд з церквою ченці збудували госпіталь для бідних, який впродовж століть збільшувався і розвивався. Революція вигнала монахів, але госпіталь став осередком медичної освіти. Каплиця була пристосована до потреб лікарні. 
У 1799 році в каплиці відкрилася клінічна школа, а у 1850 році в її приміщенні розмістилася Медична Академія.
У 30-ті роки XX століття госпіталь знесли і збудували сучасний Медичний факультет. Приміщення церкви уникло руйнації, бо її фасад увійшов до списку історичних пам'яток. На фасаді можна побачити фігуру античного бога медицини Ескулапа в оточені лікторів, рідкісний залишок декору епохи Французької революції.
1937 року було засновано греко-католицьку місію, якій у 1943 році було надано церкву на бульварі Сен-Жермен. 9 травня 1943 року церква була освячена римо-католицьким архієпископом Парижа на честь святого Володимира Великого. 
З 1954 році у Франції існує ординаріат для католиків східних обрядів, який включав і українських греко-католиків. У 1960 році Папа Римський Іван XXIII, за сприянням апостольського візитатора для українців Західної Європи архієпископа Івана Бучка, створив Апостольський екзархат для українців у Франції і призначив першого екзарха в особі єпископа Володимира Маланчука з осідком у Парижі. Тодіж церкву святого Володимира Великого в Парижі проголошено катедральним собором екзархату. Пізніше, у 1983 році, екзархом став єпископ Михайло Гринчишин.
Теперішній іконостас собору написаний у 1971 році художником Омеляном Мазуриком.
У 1969 році біля церкви облаштували сквер імені Тараса Шевченка, а у 1978 році тут було встановлено його бюст роботи Михайла Лисенка.
Історія церкви пов'язана також з іменем Симона Петлюри, який помер 25 травня 1926 року, після смертельного поранення, в лікарні «Шаріте», де тепер розташований український собор. В церкві є дві таблиці українською і французькою мовами, які сповіщають про цей факт.

Фасад собору Святого Володимира Великого
Інтер'єр собору Святого Володимира Великого, 2009 р.
Меморіальна дошка Симонові Петлюрі

## Сучасний стан
Щонеділі участь у богослужіннях в соборі святого Володимира Великого в Парижі беруть участь близько 500 осіб, по великих святах — більше тисячі.
При соборі діє катедральний хор, школа катехизму, молитовна група «Матері в молитві».
Також при соборі діє українська суботня школа, яку нині відвідують близько двіста дітей. Українська школа при соборі була зорганізована Сестрами Служебницями Непорочної Діви Марії у 1947 році під назвою «Українська Четвергова Школа», оскільки четвер був вільний від занять днем у Франції. Першими учнями школи були діти українських емігрантів у Франції. Навчання у школі провадили самі сестри служебниці. У 1947-1948 році в школі навчався 41 учень, а у 1948-1949 — 50 учнів. Нині заняття проводять вчителі з України.
При соборі організовуються святкування спільні святкування релігійних та українських національних свят й пам'ятних дат.
При парафії працюють Сестри Служебниці Непорочної Діви Марії, які навчають дітей катехизму, відвідують хворих і старших людей, допомагають священникам у їхній душпастирській діяльності.

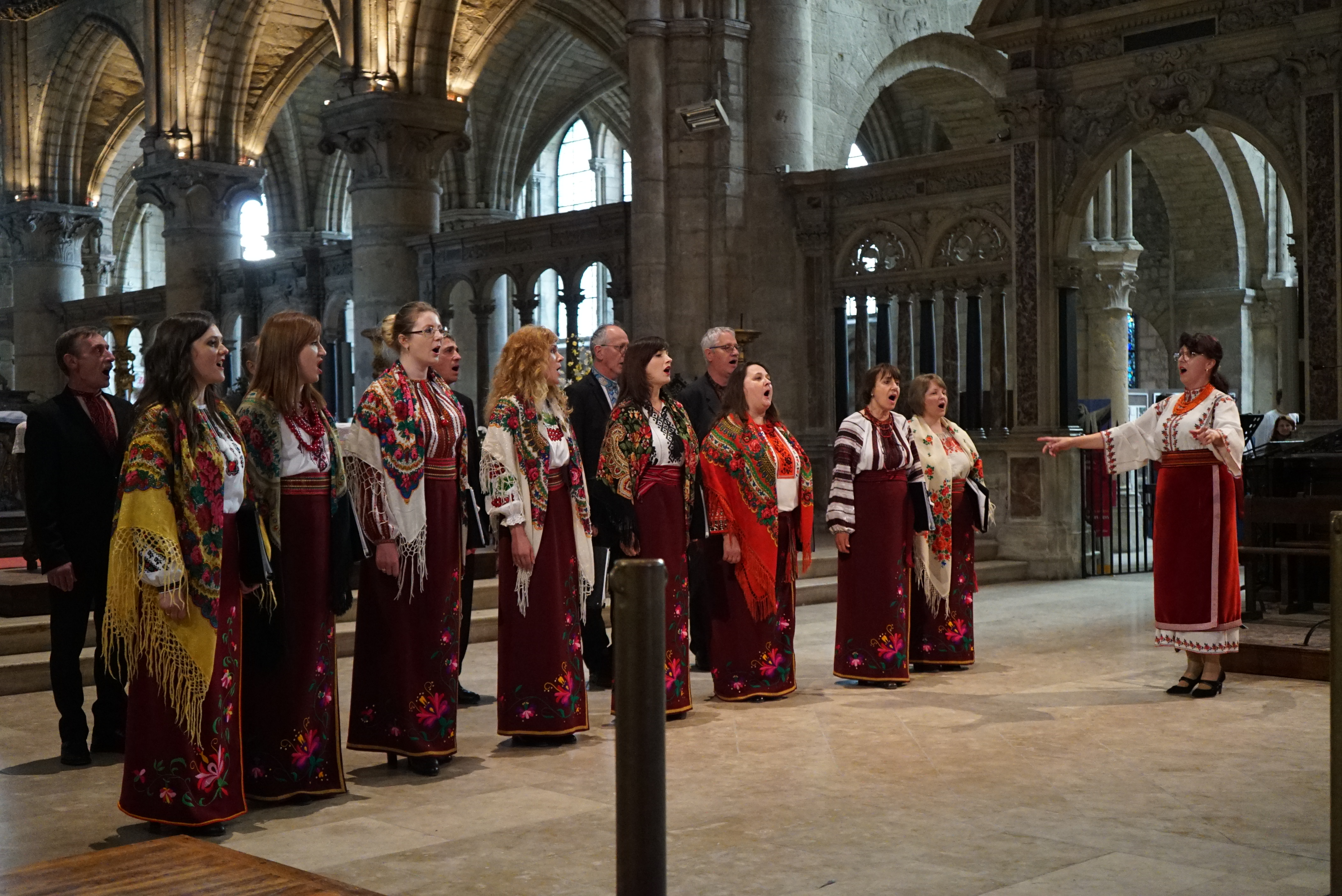
Катедральний хор собору Святого
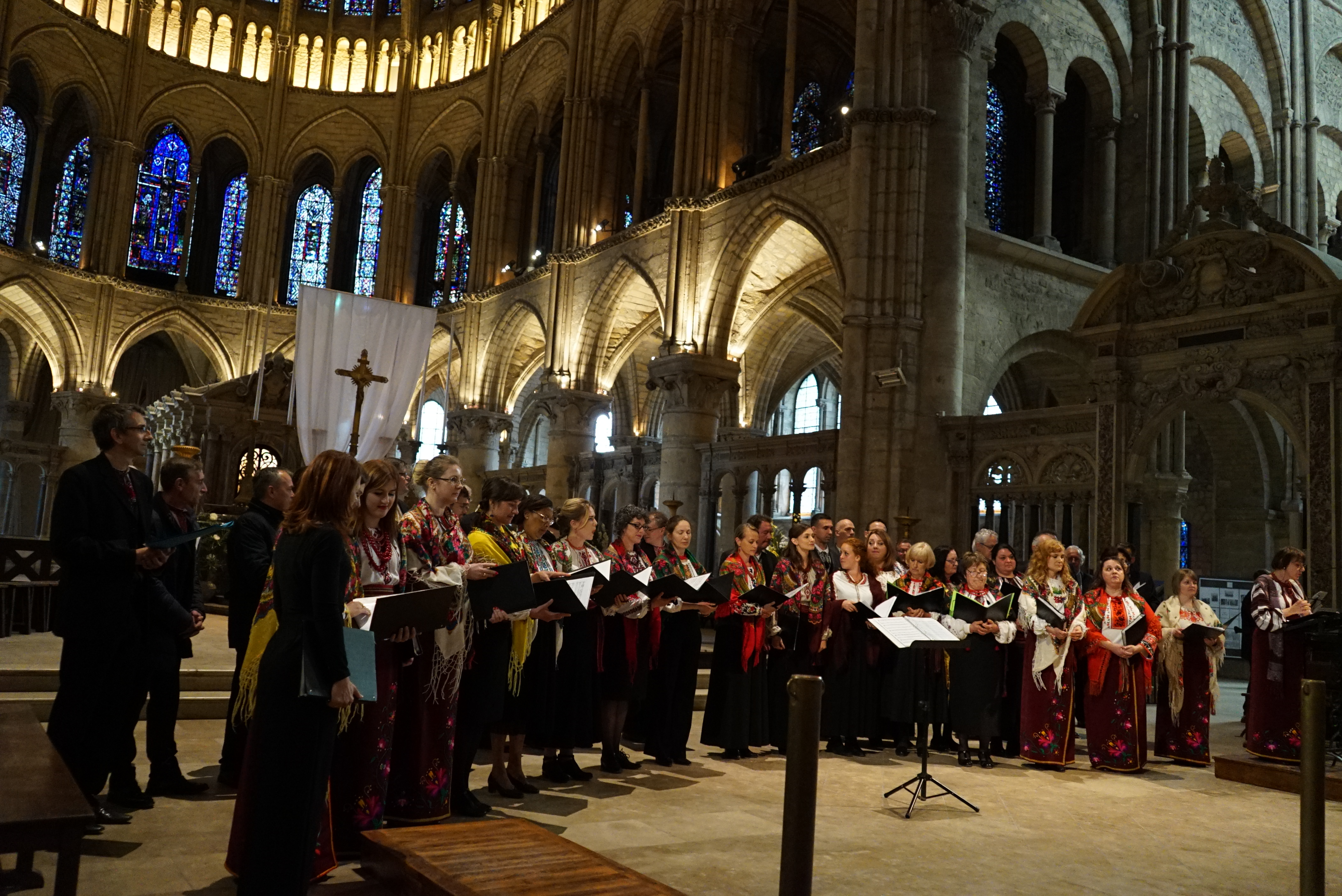
Володимира Великого. 11 травня 2019 року